# Априори вероватноћа
Термин априори вероватноћа користи се приликом разликовања начина на које се вредности вероватноћа могу добити. Конкретно, до „априори вероватноће“ долази се искључиво дедукцијом. Један начин за добијање априори вероватноћа је Принцип индиферентности, који тврди да, ако постоји N међусобно искључивих догађаја и ако су једнако вероватни, онда је вероватноћа остварења било ког од тих догађаја 1/N. Слично, вероватноћа остварења било ког догађаја који припада неком скупу од K догађаја је K/N.
Један недостатак приликом дефинисања вероватноћа на овај начин је да се може применити само на коначне скупове догађаја.